# جان ريبيرول
جان ريبيرول (بالفرنسية: Jean Rebeyrol)‏ (14 أكتوبر 1903 – 25 أغسطس 1975) هو سبّاح فرنسي راحل، مثّل بلاده في الألعاب الأولمبية الصيفية 1924.

## روابط خارجية
جان ريبيرول على موقع الاتحاد الدولي للسباحة (الإنجليزية)
- جان ريبيرول على موقع أوليمبيديا (الإنجليزية)